# Glenea nigerrima
Glenea nigerrima är en skalbaggsart som beskrevs av Stefan von Breuning 1953. Glenea nigerrima ingår i släktet Glenea och familjen långhorningar. Inga underarter finns listade i Catalogue of Life.